# Továrna razítek Bohumil Zahradník
Továrna razítek Bohumil Zahradník je bývalá firma na Novém Městě v Praze se sídlem v ulici V Jámě.

## Historie
Areál továrny na výrobu razítek byl pro firmu Bohumila Zahradníka postaven v roce 1922 podle plánu architekta Leopolda Hrona, železobetonovou stavbu provedla stavební firma Hron & Hron. V letech 1928–1931 na místě staršího domu při ulici postavil V. Nekvasil pro firmu administrativní a obchodní dům. Objekty se dochovaly bez větších stavebních úprav.